# Морлачки зов
„Морлачки зов“ је други албум свирача традиционалних српских инструмената Дарка Мацуре на којем је снимак свирачко-певачког наступа одржаног 15. новембра 2002. у сали „Гварнеријус“ Наде и Јована Колунџије, у Београду.
Покровитељ концерта је било Министарство културе Републике Србије. У облику компакт диска албум је објављен 2003. године, у ауторском издању.

## Списак песама
1. Нема раја без роднога краја (05:75), народна; уз тамбуру трожицу и звечку
2. Предачка (00:46), свирка - ћурлика
3. Душо моја што ми се не јављаш (03:22), Д. Мацура; уз тамбуру трожицу
4. Пастирска (00:48), свирка - отворена свирала
5. Густа ми магла паднала (02:25), народна; уз тамбуру трожицу и звечку
6. За моруном (00:42), свирка - шупељка
7. Ој, дјевојко, мала моја (03:16), народна; уз тамбуру двожицу
8. Погледај, дер, мала моја (03:06), народна; уз тамбуру двожицу
9. Балун (0035), свирка - шурле
10. Проблејало младо јагње (02:35) народна; уз тамбуру трожицу
11. Рабаџијска (01.09), свирка - српска двојница
12. Нешто ми се памет померава (03:20), народна + Д. Мацура; уз тамбуру трожицу
13. Оро (01:46), свирка - двојанка (Јужна Србија)
14. Запевала сојка тица (04:57), народна, уз тамбуру трожицу и звечку
15. Себарско коло (01:30), свирка - окарина
16. Каранфил се на пут спрема и пева (03.06), народна уз тамбуру трожицу и звечку
17. Уз мочвару (00:32), свирка - караба
18. Царица Милица и Змај од Јастрепца (05:55), народна; уз двоструну гуслу
19. Српска срећа (01:46), свирка - фрулица
20. Што гу нема Цвета по двор да ми шета (02:29), народна; уз ћемане
21. Ој, Мораво (01:46), свирка - фрула
22. Мој голубе, мој голубе (05:09), народна; уз тамбуру двожицу
23. За спас (02:23), свирка - дудук
24. Спавај, чедо (05:57), народна - Д. Мацура; уз тамбуру трожицу и звечку
25. Свеци благо дијеле (08:09), народна; уз троструну гуслу
26. Мојим завичајем (02:07), свирка - триаулос
27. Каташка (01:12), свирка - ерске гајде
28. Знао сам ја (03:24), Д. Мацура; уз тамбуру трожицу и звечку
29. Мобина свирка (02:23), јужноморавске гајде
30. Импровизација (01:47), тамбура, дудук и мелодија на нос

## Подаци о издању
- СОКОЈ 02-429/2.  978-86-904427-0-6.
- Издавач: ауторско издање
- Снимак наступа од 15. новембра 2002. у сали „Гварнеријус“, Београд
- Продукција: Дарко Мацура
- Сниматељ: Зоран Радетић
- Организација концерта: Нада Колунџија и Часлав Павелкић
- Рецензент: Сања Радиновић

## Стручна рецепција
Задивљујућом решеношћу и истрајношћу, Дарко Мацура је савладао технику свирања многих наших дувачких и жичаних традиционалних инструмената, чему је свакако значајно допринело музичко образовање и познавање свирања кларинета... Тако у овом уметнику већ дуги низ година имамо изузетно свестрану, оригиналну и инвентивну личност, целим својим бићем посвећену афирмисању лепоте нашег аутентичног музичког наслеђа... Дарко Мацура постао је не само један од наших најбољих свирача, већ и врсни познавалац народног инструменталног градитељства, као што је и сам рукотворио своју ношњу из родне Крајине.— Сања Радиновић, доктор етномузикологије (2003)